# Guillermo Gómez-Peña
Guillermo Gómez-Peña (Ciudad de México, 23 de septiembre de 1955) es un artista de performance, escritor, activista y educador chicano. Gómez-Peña ha creado una obra a través de múltiples medios, que incluyen al performance, la radio experimental, el video, la fotografía y la instalación. En sus diez libros ha escrito ensayos, poesía experimental, escritos sobre performance y crónicas en español, inglés y espanglish. Es miembro fundador del colectivo artístico Border Arts Workshop/Taller de Arte Fronterizo y director de la tropa artística de performance La Pocha Nostra.
Gómez-Peña ha contribuido a los debates culturales durante varias décadas realizado piezas de arte performático, que incluyen Pareja en una jaula: dos amerindios no descubiertos visitan Occidente (con Coco Fusco, 1992–93), Cruci-Fiction Project (con Roberto Sifuentes, 1994), Temple of Confessions (1995), The Mexterminator Project (1997–99), The Living Museum of Fetishized Identities (1999-2002), la serie Mapa / Corpo (2004-2009), Corpo Ilicito (2010-2011) y Corpo Insurrecto (2012-2013). Su trabajo interpretativo combina una estética experimental, política activista, humor spanglish y participación de la audiencia para crear una "experiencia total" para el lector / espectador de la audiencia.

## Biografía

### Primeros años y estudios
Guillermo Gómez-Peña nació en la Ciudad de México, en la colonia Nueva Santa María, el 23 de septiembre de 1955. En la Universidad Nacional Autónoma de México (UNAM) realizó estudios de licenciatura en Lingüística y Literatura Latinoamericana.

### Vida como inmigrante y chicano
En 1978, cuando tenía 23 años —“demasiado joven para serjipiteca y demasiado viejo para punketo”, como señala Gómez-Peña—, se trasladó a Los Ángeles, donde accedió al Instituto de las Artes de California, obteniendo su B.A. en 1981 y una maestría en 1983.
Desde 1983 hasta 1990, Gómez-Peña vivió en la región fronteriza de San Diego y Tijuana. En 1999, Gómez Peña adquirió la doble nacionalidad, y ha vivido los procesos de desarraigo que viven los inmigrantes: la desmexicanización, pochización y chicanización: “A través de los chicanos descubrí que mi arte podía ser el medio idóneo para explorar y reinventar mis múltiples y cambiantes identidades (algo que hubiera sido impensable en el México de aquel entonces)”, señala Gómez-Peña.

## Obra artística
La mayor parte del trabajo artístico e intelectual de Gómez-Peña se refiere a la relación entre el norte y el sur (Estados Unidos y México), la cultura fronteriza y la política racial. Sus proyectos y libros artísticos interdisciplinarios originales exploran las fronteras, físicas, culturales y, también, entre sus dos países y entre el status quo de Estados Unidos y las diversas culturas latinas: la frontera entre Estados Unidos y México, la inmigración, las identidades transculturales e híbridas, así como la confrontación y malentendidos entre culturas, idiomas y razas. Gómez-Peña fue miembro fundador del Border Arts Workshop/Taller de Arte Fronterizo, un colectivo internacional de artes con sede en el Centro Cultural de la Raza en San Diego.
Sus obras de arte y literatura también exploran la política del lenguaje, los efectos secundarios de la globalización, la «cultura extrema», la cultura de la violencia y las nuevas tecnologías desde una perspectiva latina. Es patrocinador de The Live Art Development Agency con sede en Londres y miembro principal del Instituto Hemisférico de Performance y Política.

### La Pocha Nostra
Gómez-Peña es el director artístico de la compañía internacional de performance La Pocha Nostra. La Pocha Nostra es una organización de artes transdisciplinarias nacida en 1993 con la finalidad de proporcionar una red de apoyo y un foro para artistas de diversas disciplinas, generaciones y orígenes étnicos. La Pocha tiene como propósito borrar las fronteras entre arte y política, práctica y teoría del arte, artista y espectador. Este grupo se ha centrado alrededor de la noción de colaboración a través de las fronteras nacionales, la raza, el género y las generaciones como un acto de diplomacia ciudadana radical y como un medio para crear comunidades temporales de artistas rebeldes. Cada año, La Pocha lleva a cabo una escuela de performance en verano e invierno en la que utilizan su pedagogía radical (una metodología de performance que se ha desarrollado durante 10 años) que comparten con un grupo internacional de artistas rebeldes.
La Pocha Nostra realiza performances, dioramas, intervenciones, escritos y otras acciones grupales siempre con la temática de lo fronterizo. Intentan, en este sentido, que su obra sea inclasificable. Asimismo, utilizan títulos que reflejan su sentido del humor, como en «Museo de la Identidad Fetich–izada», obra “que culmina con un gabinete de curiosidades de las personas híbridas creadas en el proceso de taller y performance.”

La Pocha Nostra no solamente cruza categorías relacionadas con la identidad y la subjetividad, como raza, género, sexualidad, nacionalidad, ciudadanía, religión, entre otras. El grupo también cruza, hibrida, atraviesa y en consecuencia tensiona categorías como mestizaje e hibridez, que son exploradas, desde lo fronterizo, a través de referencias y alusiones a los distintos contextos en que fueron desplegadas, como la conquista, el colonialismo ibérico, el colonialismo interno, la nación, la globalización.
Laura Catelli

### Colaboración con Coco Fusco
En 1992, junto a la artista de performance Coco Fusco, realizaron la pieza llamada Two Undiscovered Amerindians Visit the West, en español Pareja en una jaula: dos amerindios no descubiertos visitan Occidente. En esta pieza se emulaba un gesto colonial de la conquista española en el siglo XV, al presentar aparentemente a dos nativos de una isla inexistente del Golfo de México, denominada Guatinaui. Los dos personajes se mostraban ante una audiencia en una jaula dorada durante tres días. Durante el acto performático, Gómez-Peña y Fusco realizaban actividades diversas:

Llevamos a cabo nuestras "tareas tradicionales", que iban desde coser muñecos de vudú y alzar pesas, hasta ver televisión y trabajar con una laptop. Una caja para donaciones frente a la jaula indicaba que, por una pequeña cuota, yo bailaría (música rap), Guillermo contaría historias de auténticos amerindios (en una lengua sin sentido), y que posaríamos para las polaroids con los visitantes.Dos"guardas del zoológico" estarían a mano para hablar con los visitantes (ya que nosotros no podíamos entenderlos), para llevarnos al baño amarrados con correa y alimentarnos con emparedados y frutas.
Coco Fusco

La obra se presentó en diferentes ciudades del mundo, así como espacios culturalmente representativos, como el Museo Australiano de Ciencias Naturales de Sídney, el Coven Garden en Londres, el Museo Nacional de Historia Natural Smithsonian y Buenos Aires. Los performers eligieron estos países porque consideraban que estaban fuertemente implicados en abusos del colonialismo, incluso en el exterminio.

Al montar su exhibición en lugares e instituciones históricas, ellos ubicaron la práctica deshumanizante en el corazón mismo de las estructuras más veneradas y legitimadoras de esas sociedades. La performance (entre muchas otras cosas) repetía el gesto colonial de producir el cuerpo "salvaje" e historizaba la práctica al iluminar su carácter citacional. Como en la corte española del siglo XV, los nativos fueron, una vez más, construidos como exóticos, como Otros mudos, y puestos para ser vistos. Además, la performance activó controversias actuales sobre qué muestran los museos y cómo. Desde sus inicios en el siglo XIX, los museos han hecho literal la teatralidad del colonialismo.
Diana Taylor

El Año del Oso Blanco a veces iba acompañado de una pieza de performance titulada New World (B) Order, que la crítica de arte de Chicago Reader Carmela Rago llamó “el desenlace de la instalación del performance en el Field Museum; usando ironía y humor Gómez- Peña y Fusco nos permitieron contemplar el siguiente paso: ser parte de una cultura fronteriza mundial, reclamando nuestra humanidad y nuestros corazones.” Los artistas también trabajaron con la cineasta Paula Heredia para crear The Couple in the Cage: Guatianaui Odyssey, un documental que registra varias presentaciones del performance para El año del oso blanco, así como las reacciones de los espectadores al trabajo.

### Otras colaboraciones
Además de trabajar de manera continua con La Pocha Nostra (Emma Tramposch, Roberto Sifuentes, Michele Ceballos, Violeta Luna, Dani d'Emilia, Saúl García López, Erica Mott y Daniel Brittany Chavez), Gómez-Peña también ha sido miembro del colectivo artístico Border Arts Workshop/Taller de Arte Fronterizo (BAW/TAF) con sede en San Diego, que también incluyó a la artista Emily Hicks, Bertha Jottar, Richard Lou, Víctor Ochoa, Robert Sánchez, Michael Schnorr y Rocío Weiss. Gómez-Peña ha realizado proyectos de arte colaborativos y con James Luna, Reverend Billy, Tania Bruguera, Richard Montoya y Sara Shelton Mann.

## Premios
- Premio United States Artists, 2012[24]
- El Premio Free Culture, 2012
- Premio Cineaste Lifetime Achievement, 2000
- The American Book Award para la Nueva Frontera Mundial, 1997
- Premio Viva Los Artistas, 1993
- La beca MacArthur, 1991[7] Gómez-Peña fue el primer artista chicano en recibir este premio.[3]
- Prix de la Parole, 1989
- El Premio Bessie, 1989
- La beca de la Fundación Fleishhacker Eureka, 2016[25]